# Primetime Emmy-díj a legjobb férfi mellékszereplőnek (minisorozat, antológiasorozat vagy tévéfilm)
A Primetime Emmy-díj a legjobb férfi mellékszereplőnek (minisorozat, antológiasorozat vagy tévéfilm) elismerést a Primetime Emmy-díj alapítása, vagyis 1949 óta ítélik oda, a kategória neve már számtalan változáson esett át az idők folyamán.

## Győztesek és jelöltek
Győztes színész

### 2000-es évek
| Év                                                       | Színész                                                  | Színész                                                  | Szerep                                                   | Magyar cím                                               | Eredeti cím                                              | Adó                                                      |
| Legjobb férfi mellékszereplő (minisorozat vagy tévéfilm) | Legjobb férfi mellékszereplő (minisorozat vagy tévéfilm) | Legjobb férfi mellékszereplő (minisorozat vagy tévéfilm) | Legjobb férfi mellékszereplő (minisorozat vagy tévéfilm) | Legjobb férfi mellékszereplő (minisorozat vagy tévéfilm) | Legjobb férfi mellékszereplő (minisorozat vagy tévéfilm) | Legjobb férfi mellékszereplő (minisorozat vagy tévéfilm) |
| 2000 52. gála                                            |                                                          |                                                          |                                                          |                                                          |                                                          |                                                          |
| -------------------------------------------------------- | -------------------------------------------------------- | -------------------------------------------------------- | -------------------------------------------------------- | -------------------------------------------------------- | -------------------------------------------------------- | -------------------------------------------------------- |
| 2000 52. gála                                            |                                                          | Hank Azaria                                              | Mitch Albom                                              | Leckék az életről                                        | Tuesdays with Morrie                                     | ABC                                                      |
| 2000 52. gála                                            | Klaus Maria Brandauer                                    | Otto Preminger                                           | Fekete csillag                                           | Introducing Dorothy Dandridge                            | HBO                                                      |                                                          |
| 2000 52. gála                                            | James Cromwell                                           | William Randolph Hearst                                  | Az aranypolgár születése                                 | RKO 281                                                  | HBO                                                      |                                                          |
| 2000 52. gála                                            | John Malkovich                                           | Herman Mankiewicz                                        | Az aranypolgár születése                                 | RKO 281                                                  | HBO                                                      |                                                          |
| 2000 52. gála                                            | Danny Glover                                             | Will Walker                                              | Néger sors                                               | Freedom Song                                             | Showtime                                                 |                                                          |
| 2001 53. gála                                            |                                                          |                                                          |                                                          |                                                          |                                                          |                                                          |
|                                                          | Brian Cox                                                | Hermann Göring                                           | Nürnberg                                                 | Nuremberg                                                | TNT                                                      |                                                          |
| Alan Alda                                                | Willie Walters                                           | Klubvilág                                                | Club Land                                                | Showtime                                                 |                                                          |                                                          |
| Colin Firth                                              | Wilhelm Stuckart                                         | Az összeesküvés                                          | Conspiracy                                               | HBO                                                      |                                                          |                                                          |
| Stanley Tucci                                            | Adolf Eichmann                                           | Az összeesküvés                                          | Conspiracy                                               | HBO                                                      |                                                          |                                                          |
| Victor Garber                                            | Sidney Luft                                              | Judy Garland: Én és az árnyékaim                         | Life with Judy Garland: Me and My Shadows                | ABC                                                      |                                                          |                                                          |
| Ian Holm                                                 | Patrick                                                  | Az utolsó szőke bombázó                                  | The Last of the Blonde Bombshells                        | HBO                                                      |                                                          |                                                          |
| 2002 54. gála                                            |                                                          |                                                          |                                                          | HBO                                                      |                                                          |                                                          |
|                                                          | Michael Moriarty                                         | Winton Dean                                              | James Dean                                               | James Dean                                               | TNT                                                      |                                                          |
| Alec Baldwin                                             | Robert McNamara                                          | Háború a háborúról                                       | Path to War                                              | HBO                                                      |                                                          |                                                          |
| Jim Broadbent                                            | Desmond Morton                                           | Gomolygó viharfelhők                                     | The Gathering Storm                                      | HBO                                                      |                                                          |                                                          |
| Don Cheadle                                              | Chuck                                                    |                                                          | Things Behind the Sun                                    | Showtime                                                 |                                                          |                                                          |
| Jon Voight                                               | Jürgen Stroop                                            | Lázadás                                                  | Uprising                                                 | NBC                                                      |                                                          |                                                          |
| 2003 55. gála                                            |                                                          |                                                          |                                                          |                                                          |                                                          |                                                          |
|                                                          | Ben Gazzara                                              | Nick Piccolo                                             | Pasifogó kísérletek                                      | Hysterical Blindness                                     | HBO                                                      |                                                          |
| Alan Arkin                                               | Harry Rowen                                              | A Pentagon-ügyirat                                       | Pentagon Papers                                          | FX                                                       |                                                          |                                                          |
| Chris Cooper                                             | Thomas Riversmith                                        | Túlélők háza                                             | My House in Umbria                                       | HBO                                                      |                                                          |                                                          |
| John Malkovich                                           | Charles-Maurice de Talleyrand-Périgord                   | Napóleon                                                 | Napoléon                                                 | A&E                                                      |                                                          |                                                          |
| Peter O’Toole                                            | Paul von Hindenburg                                      | Hitler – A sátán felemelkedése                           | Hitler: The Rise of Evil                                 | CBS                                                      |                                                          |                                                          |
| 2004 56. gála                                            |                                                          |                                                          |                                                          |                                                          |                                                          |                                                          |
|                                                          | Jeffrey Wright                                           | több szerep                                              | Angyalok Amerikában                                      | Angels in America                                        | HBO                                                      |                                                          |
| Justin Kirk                                              | Prior Walter / Leatherman                                | Angyalok Amerikában                                      | Angels in America                                        | HBO                                                      |                                                          |                                                          |
| Ben Shenkman                                             | Louis Ironson / Óceánia angyala                          | Angyalok Amerikában                                      | Angels in America                                        | HBO                                                      |                                                          |                                                          |
| Patrick Wilson                                           | Joe Pitt                                                 | Angyalok Amerikában                                      | Angels in America                                        | HBO                                                      |                                                          |                                                          |
| William H. Macy                                          | John Irwin                                               | Raboljuk el Sinatrát!                                    | Stealing Sinatra                                         | Showtime                                                 |                                                          |                                                          |
| 2005 57. gála                                            |                                                          |                                                          |                                                          |                                                          |                                                          |                                                          |
|                                                          | Paul Newman                                              | Max Roby                                                 | A múlt fogságában                                        | Empire Falls                                             | HBO                                                      |                                                          |
| Brian Dennehy                                            | Dominic Spagnolia atya                                   |                                                          | Our Fathers                                              | Showtime                                                 |                                                          |                                                          |
| Christopher Plummer                                      | Bernard Law bíboros                                      |                                                          | Our Fathers                                              | Showtime                                                 |                                                          |                                                          |
| Philip Seymour Hoffman                                   | C.B. Whiting / Charlie Mayne                             | A múlt fogságában                                        | Empire Falls                                             | HBO                                                      |                                                          |                                                          |
| Randy Quaid                                              | Tom Parker ezredes                                       | Elvis – A kezdet kezdete                                 | Elvis                                                    | CBS                                                      |                                                          |                                                          |
| 2006 58. gála                                            |                                                          |                                                          |                                                          |                                                          |                                                          |                                                          |
|                                                          | Jeremy Irons                                             | Robert Dudley                                            | Elizabeth                                                | Elizabeth I                                              | HBO                                                      |                                                          |
| Robert Carlyle                                           | Sergei Karpovich                                         | Mit ér egy élet                                          | Human Trafficking                                        | Lifetime                                                 |                                                          |                                                          |
| Clifton Collins Jr.                                      | Jack Hill                                                |                                                          | Thief                                                    | FX                                                       |                                                          |                                                          |
| Hugh Dancy                                               | Robert Devereux                                          | Elizabeth                                                | Elizabeth I                                              | HBO                                                      |                                                          |                                                          |
| Denis Lawson                                             | John Jarndyce                                            | Pusztaház örökösei                                       | Bleak House                                              | PBS                                                      |                                                          |                                                          |
| 2007 59. gála                                            |                                                          |                                                          |                                                          |                                                          |                                                          |                                                          |
|                                                          | Thomas Haden Church                                      | Tom Harte                                                | A szabadság útján                                        | Broken Trail                                             | AMC                                                      |                                                          |
| Ed Asner                                                 | Luke Spelman                                             | Karácsonyi üdvözlet                                      | The Christmas Card                                       | Hallmark                                                 |                                                          |                                                          |
| Joe Mantegna                                             | Lou Manahan                                              | Álomgyári feleség                                        | The Starter Wife                                         | USA                                                      |                                                          |                                                          |
| Aidan Quinn                                              | Henry L. Dawes                                           | Woundeed Knee-nél temessétek el a szívem                 | Bury My Heart at Wounded Knee                            | HBO                                                      |                                                          |                                                          |
| August Schellenberg                                      | Ülő Bika                                                 | Woundeed Knee-nél temessétek el a szívem                 | Bury My Heart at Wounded Knee                            | HBO                                                      |                                                          |                                                          |
| 2008 60. gála                                            |                                                          |                                                          |                                                          |                                                          |                                                          |                                                          |
|                                                          | Tom Wilkinson                                            | Benjamin Franklin                                        | John Adams                                               | John Adams                                               | HBO                                                      |                                                          |
| Bob Balaban                                              | Ben Ginsberg                                             | Újraszámlálás                                            | Recount                                                  | HBO                                                      |                                                          |                                                          |
| Denis Leary                                              | Michael Whouley                                          | Újraszámlálás                                            | Recount                                                  | HBO                                                      |                                                          |                                                          |
| Stephen Dillane                                          | Thomas Jefferson                                         | John Adams                                               | John Adams                                               | HBO                                                      |                                                          |                                                          |
| David Morse                                              | George Washington                                        | John Adams                                               | John Adams                                               | HBO                                                      |                                                          |                                                          |
| 2009 61. gála                                            |                                                          |                                                          |                                                          |                                                          |                                                          |                                                          |
|                                                          | Ken Howard                                               | Phelan Beale                                             | Két nő – egy ház                                         | Grey Gardens                                             | HBO                                                      |                                                          |
| Len Cariou                                               | Franklin D. Roosevelt                                    | Churchill háborúja                                       | Into the Storm                                           | HBO                                                      |                                                          |                                                          |
| Tom Courtenay                                            | William Dorrit                                           | Kis Dorrit                                               | Little Dorrit                                            | PBS                                                      |                                                          |                                                          |
| Andy Serkis                                              | Rigaud / Blandois                                        | Kis Dorrit                                               | Little Dorrit                                            | PBS                                                      |                                                          |                                                          |
| Bob Newhart                                              | Judson                                                   | A titkok könyvtára 3. – A Júdás-kehely átka              | The Librarian: Curse of the Judas Chalice                | TNT                                                      |                                                          |                                                          |

### 2010-es évek
| Év                                                            | Színész                                                  | Színész                                                  | Szerep                                                    | Magyar cím                                               | Eredeti cím                                              | Adó                                                      |
| Legjobb férfi mellékszereplő (minisorozat vagy tévéfilm)      | Legjobb férfi mellékszereplő (minisorozat vagy tévéfilm) | Legjobb férfi mellékszereplő (minisorozat vagy tévéfilm) | Legjobb férfi mellékszereplő (minisorozat vagy tévéfilm)  | Legjobb férfi mellékszereplő (minisorozat vagy tévéfilm) | Legjobb férfi mellékszereplő (minisorozat vagy tévéfilm) | Legjobb férfi mellékszereplő (minisorozat vagy tévéfilm) |
| 2010 62. gála                                                 |                                                          |                                                          |                                                           |                                                          |                                                          |                                                          |
| ------------------------------------------------------------- | -------------------------------------------------------- | -------------------------------------------------------- | --------------------------------------------------------- | -------------------------------------------------------- | -------------------------------------------------------- | -------------------------------------------------------- |
| 2010 62. gála                                                 |                                                          | David Strathairn                                         | William Carlock                                           | Temple Grandin                                           | Temple Grandin                                           | HBO                                                      |
| 2010 62. gála                                                 | Michael Gambon                                           | Mr. Woodhouse                                            |                                                           | Emma                                                     | PBS                                                      |                                                          |
| 2010 62. gála                                                 | John Goodman                                             | Neal Nicol                                               | Dr. Halál                                                 | You Don't Know Jack                                      | HBO                                                      |                                                          |
| 2010 62. gála                                                 | Jonathan Pryce                                           | Mr. Buxton                                               | Visszatérés Cranfordba                                    | Return to Cranford                                       | PBS                                                      |                                                          |
| 2010 62. gála                                                 | Patrick Stewart                                          | Claudius / Szellem                                       | Hamlet                                                    | Hamlet                                                   | PBS                                                      |                                                          |
| 2011 63. gála                                                 |                                                          |                                                          |                                                           |                                                          |                                                          |                                                          |
|                                                               | Guy Pearce                                               | Monty Beragon                                            | Mildred Pierce                                            | Mildred Pierce                                           | HBO                                                      |                                                          |
| Paul Giamatti                                                 | Ben Bernanke                                             | Válság a Wall Streeten                                   | Too Big to Fail                                           | HBO                                                      |                                                          |                                                          |
| James Woods                                                   | Richard Fuld, Jr.                                        | Válság a Wall Streeten                                   | Too Big to Fail                                           | HBO                                                      |                                                          |                                                          |
| Brían F. O'Byrne                                              | Bert Pierce                                              | Mildred Pierce                                           | Mildred Pierce                                            | HBO                                                      |                                                          |                                                          |
| Tom Wilkinson                                                 | Joseph P. Kennedy, Sr.                                   | A Kennedy család                                         | The Kennedys                                              | Reelz                                                    |                                                          |                                                          |
| 2012 64. gála                                                 |                                                          |                                                          |                                                           |                                                          |                                                          |                                                          |
|                                                               | Tom Berenger                                             | Jim Vance                                                | A Hatfield-McCoy viszály                                  | Hatfields & McCoys                                       | History                                                  |                                                          |
| Martin Freeman                                                | John Watson                                              | Sherlock: Botrány Belgraviában                           | Sherlock: A Scandal in Belgravia                          | PBS                                                      |                                                          |                                                          |
| Ed Harris                                                     | John McCain                                              | Versenyben az elnökségért                                | Game Change                                               | HBO                                                      |                                                          |                                                          |
| Denis O'Hare                                                  | Larry Harvey                                             | Amerikai Horror Story: A gyilkos ház                     | American Horror Story: Murder House                       | FX                                                       |                                                          |                                                          |
| David Strathairn                                              | John Dos Passos                                          | Hemingway és Gellhorn                                    | Hemingway & Gellhorn                                      | HBO                                                      |                                                          |                                                          |
| 2013 65. gála                                                 |                                                          |                                                          |                                                           |                                                          |                                                          |                                                          |
|                                                               | James Cromwell                                           | Dr. Arthur Arden                                         | Amerikai Horror Story: Zártosztály                        | American Horror Story: Asylum                            | FX                                                       |                                                          |
| Scott Bakula                                                  | Bob Black                                                | Túl a csillogáson                                        | Behind the Candelabra                                     | HBO                                                      |                                                          |                                                          |
| John Benjamin Hickey                                          | Sean Tolkey                                              | The Big C – A nagy C                                     | The Big C: Hereafter                                      | Showtime                                                 |                                                          |                                                          |
| Peter Mullan                                                  | Matt Mitcham                                             | A tó tükre                                               | Top of the Lake                                           | Sundance                                                 |                                                          |                                                          |
| Zachary Quinto                                                | Dr. Oliver Thredson                                      | Amerikai Horror Story: Zártosztály                       | American Horror Story: Asylum                             | FX                                                       |                                                          |                                                          |
| 2014 66. gála                                                 |                                                          |                                                          |                                                           |                                                          |                                                          |                                                          |
|                                                               | Martin Freeman                                           | John Watson                                              | Sherlock: Az utolsó alakítás                              | Sherlock: His Last Vow                                   | PBS                                                      |                                                          |
| Matt Bomer                                                    | Felix Turner                                             | Igaz szívvel                                             | The Normal Heart                                          | HBO                                                      |                                                          |                                                          |
| Joe Mantello                                                  | Mickey Marcus                                            | Igaz szívvel                                             | The Normal Heart                                          | HBO                                                      |                                                          |                                                          |
| Alfred Molina                                                 | Ben Weeks                                                | Igaz szívvel                                             | The Normal Heart                                          | HBO                                                      |                                                          |                                                          |
| Jim Parsons                                                   | Tommy Boatwright                                         | Igaz szívvel                                             | The Normal Heart                                          | HBO                                                      |                                                          |                                                          |
| Colin Hanks                                                   | Gus Grimly rendőrtiszt                                   | Fargo                                                    | Fargo                                                     | FX                                                       |                                                          |                                                          |
| Legjobb férfi mellékszereplő (limitált sorozat vagy tévéfilm) |                                                          |                                                          |                                                           |                                                          |                                                          |                                                          |
| 2015 67. gála                                                 |                                                          |                                                          |                                                           |                                                          |                                                          |                                                          |
|                                                               | Bill Murray                                              | Jack Kennison                                            | Olive Kitteridge                                          | Olive Kitteridge                                         | HBO                                                      |                                                          |
| Richard Cabral                                                | Hector Tontz                                             | Bűnök és előítéletek                                     | American Crime                                            | ABC                                                      |                                                          |                                                          |
| Damian Lewis                                                  | VIII. Henrik                                             | Farkasbőrben                                             | Wolf Hall                                                 | PBS                                                      |                                                          |                                                          |
| Denis O’Hare                                                  | Stanley                                                  | Amerikai Horror Story: Rémségek cirkusza                 | American Horror Story: Freak Show                         | FX                                                       |                                                          |                                                          |
| Finn Wittrock                                                 | Dandy Mott                                               | Amerikai Horror Story: Rémségek cirkusza                 | American Horror Story: Freak Show                         | FX                                                       |                                                          |                                                          |
| Michael K. Williams                                           | Jack Gee                                                 | Bessie                                                   | Bessie                                                    | HBO                                                      |                                                          |                                                          |
| 2016 68. gála                                                 |                                                          |                                                          |                                                           |                                                          |                                                          |                                                          |
|                                                               | Sterling K. Brown                                        | Christopher Darden                                       | American Crime Story: Az O. J. Simpson-ügy                | The People v. O. J. Simpson: American Crime Story        | FX                                                       |                                                          |
| Hugh Laurie                                                   | Richard Onslow Roper                                     | Éjszakai szolgálat                                       | The Night Manager                                         | AMC                                                      |                                                          |                                                          |
| Jesse Plemons                                                 | Ed Blumquist                                             | Fargo                                                    | Fargo                                                     | FX                                                       |                                                          |                                                          |
| Bokeem Woodbine                                               | Mike Milligan                                            | Fargo                                                    | Fargo                                                     | FX                                                       |                                                          |                                                          |
| David Schwimmer                                               | Robert Kardashian                                        | American Crime Story: Az O. J. Simpson-ügy               | The People v. O. J. Simpson: American Crime Story         | FX                                                       |                                                          |                                                          |
| John Travolta                                                 | Robert Shapiro                                           | American Crime Story: Az O. J. Simpson-ügy               | The People v. O. J. Simpson: American Crime Story         | FX                                                       |                                                          |                                                          |
| 2017 69. gála                                                 |                                                          |                                                          |                                                           |                                                          |                                                          |                                                          |
|                                                               | Alexander Skarsgård                                      | Perry Wright                                             | Hatalmas kis hazugságok                                   | Big Little Lies                                          | HBO                                                      |                                                          |
| Bill Camp                                                     | Dennis Box                                               | Aznap éjjel                                              | The Night Of                                              | HBO                                                      |                                                          |                                                          |
| Michael K. Williams                                           | Freddy Knight                                            | Aznap éjjel                                              | The Night Of                                              | HBO                                                      |                                                          |                                                          |
| Alfred Molina                                                 | Robert Aldrich                                           | Viszály                                                  | Feud: Bette and Joan                                      | FX                                                       |                                                          |                                                          |
| Stanley Tucci                                                 | Jack L. Warner                                           | Viszály                                                  | Feud: Bette and Joan                                      | FX                                                       |                                                          |                                                          |
| David Thewlis                                                 | V. M. Varga                                              | Fargo                                                    | Fargo                                                     | FX                                                       |                                                          |                                                          |
| 2018 70. gála                                                 |                                                          |                                                          |                                                           |                                                          |                                                          |                                                          |
|                                                               | Jeff Daniels                                             | Frank Griffin                                            | Isten nélkül                                              | Godless                                                  | Netflix                                                  |                                                          |
| Brandon Victor Dixon                                          | Iskarióti Júdás                                          |                                                          | Jesus Christ Superstar Live in Concert                    | NBC                                                      |                                                          |                                                          |
| John Leguizamo                                                | Jacob Vazquez                                            | Waco                                                     | Waco                                                      | Paramount                                                |                                                          |                                                          |
| Ricky Martin                                                  | Antonio D'Amico                                          |                                                          | The Assassination of Gianni Versace: American Crime Story | FX                                                       |                                                          |                                                          |
| Édgar Ramírez                                                 | Gianni Versace                                           |                                                          | The Assassination of Gianni Versace: American Crime Story | FX                                                       |                                                          |                                                          |
| Finn Wittrock                                                 | Jeffrey Trail                                            |                                                          | The Assassination of Gianni Versace: American Crime Story | FX                                                       |                                                          |                                                          |
| Michael Stuhlbarg                                             | Richard Clarke                                           |                                                          | The Looming Tower                                         | Hulu                                                     |                                                          |                                                          |
| 2019 71. gála                                                 |                                                          |                                                          |                                                           |                                                          |                                                          |                                                          |
|                                                               | Ben Whishaw                                              | Norman Josiffe / Norman Scott                            | Egy nagyon angolos botrány                                | A Very English Scandal                                   | Prime Video                                              |                                                          |
| Asante Blackk                                                 | Kevin Richardson                                         | A Central parki ötök                                     | When They See Us                                          | Netflix                                                  |                                                          |                                                          |
| John Leguizamo                                                | Raymond Santana Sr.                                      | A Central parki ötök                                     | When They See Us                                          | Netflix                                                  |                                                          |                                                          |
| Michael K. Williams                                           | Bobby McCray                                             | A Central parki ötök                                     | When They See Us                                          | Netflix                                                  |                                                          |                                                          |
| Paul Dano                                                     | David Sweat                                              | Szökés Dannemorából                                      | Escape at Dannemora                                       | Showtime                                                 |                                                          |                                                          |
| Stellan Skarsgård                                             | Borisz Scserbina                                         | Csernobil                                                | Chernobyl                                                 | HBO                                                      |                                                          |                                                          |

### 2020-as évek
| Év                                                                              | Színész                                                       | Színész                                                       | Szerep                                                        | Magyar cím                                                    | Eredeti cím                                                   | Adó                                                           |
| Legjobb férfi mellékszereplő (limitált sorozat vagy tévéfilm)                   | Legjobb férfi mellékszereplő (limitált sorozat vagy tévéfilm) | Legjobb férfi mellékszereplő (limitált sorozat vagy tévéfilm) | Legjobb férfi mellékszereplő (limitált sorozat vagy tévéfilm) | Legjobb férfi mellékszereplő (limitált sorozat vagy tévéfilm) | Legjobb férfi mellékszereplő (limitált sorozat vagy tévéfilm) | Legjobb férfi mellékszereplő (limitált sorozat vagy tévéfilm) |
| 2020 72. gála                                                                   |                                                               |                                                               |                                                               |                                                               |                                                               |                                                               |
| ------------------------------------------------------------------------------- | ------------------------------------------------------------- | ------------------------------------------------------------- | ------------------------------------------------------------- | ------------------------------------------------------------- | ------------------------------------------------------------- | ------------------------------------------------------------- |
| 2020 72. gála                                                                   |                                                               | Yahya Abdul-Mateen II                                         | Calvin "Cal" Abar / Jon Osterman / Dr. Manhattan              | Watchmen                                                      | Watchmen                                                      | HBO                                                           |
| 2020 72. gála                                                                   | Jovan Adepo                                                   | fiatal Will Reeves / Csuklyás Bíró                            | Watchmen                                                      | Watchmen                                                      | HBO                                                           |                                                               |
| 2020 72. gála                                                                   | Louis Gossett Jr.                                             | Will Reeves / Csuklyás Bíró                                   | Watchmen                                                      | Watchmen                                                      | HBO                                                           |                                                               |
| 2020 72. gála                                                                   | Tituss Burgess                                                | Titus Andromedon                                              | A megtörhetetlen Kimmy Schmidt: Kimmy kontra a tiszteletes    | Unbreakable Kimmy Schmidt: Kimmy vs the Reverend              | Netflix                                                       |                                                               |
| 2020 72. gála                                                                   | Dylan McDermott                                               | Ernest "Ernie" West                                           | Hollywood                                                     | Hollywood                                                     | Netflix                                                       |                                                               |
| 2020 72. gála                                                                   | Jim Parsons                                                   | Henry Willson                                                 | Hollywood                                                     | Hollywood                                                     | Netflix                                                       |                                                               |
| Legjobb férfi mellékszereplő (limitált sorozat, antológiasorozat vagy tévéfilm) |                                                               |                                                               |                                                               |                                                               |                                                               |                                                               |
| 2021 73. gála                                                                   |                                                               |                                                               |                                                               |                                                               |                                                               |                                                               |
|                                                                                 | Evan Peters                                                   | Colin Zabel nyomozó                                           | Easttowni rejtélyek                                           | Mare of Easttown                                              | HBO                                                           |                                                               |
| Thomas Brodie-Sangster                                                          | Benny Watts                                                   | A vezércsel                                                   | The Queen's Gambit                                            | Netflix                                                       |                                                               |                                                               |
| Daveed Diggs                                                                    | Lafayette márki / Thomas Jefferson                            | Hamilton                                                      | Hamilton                                                      | Disney+                                                       |                                                               |                                                               |
| Jonathan Groff                                                                  | György király                                                 | Hamilton                                                      | Hamilton                                                      | Disney+                                                       |                                                               |                                                               |
| Anthony Ramos                                                                   | John Laurens / Philip Hamilton                                | Hamilton                                                      | Hamilton                                                      | Disney+                                                       |                                                               |                                                               |
| Paapa Essiedu                                                                   | Kwame                                                         | Tönkretehetlek                                                | I May Destroy You                                             | HBO                                                           |                                                               |                                                               |
| 2022 74. gála                                                                   |                                                               |                                                               |                                                               |                                                               |                                                               |                                                               |
|                                                                                 | Murray Bartlett                                               | Armond                                                        | A Fehér Lótusz                                                | The White Lotus                                               | HBO                                                           |                                                               |
| Jake Lacy                                                                       | Shane Patton                                                  | A Fehér Lótusz                                                | The White Lotus                                               | HBO                                                           |                                                               |                                                               |
| Steve Zahn                                                                      | Mark Mossbacher                                               | A Fehér Lótusz                                                | The White Lotus                                               | HBO                                                           |                                                               |                                                               |
| Will Poulter                                                                    | Billy Cutler                                                  | Dopesick                                                      | Dopesick                                                      | Hulu                                                          |                                                               |                                                               |
| Peter Sarsgaard                                                                 | Rick Mountcastle                                              | Dopesick                                                      | Dopesick                                                      | Hulu                                                          |                                                               |                                                               |
| Michael Stuhlbarg                                                               | Richard Sackler                                               | Dopesick                                                      | Dopesick                                                      | Hulu                                                          |                                                               |                                                               |
| Seth Rogen                                                                      | Rand Gauthier                                                 | Pam és Tommy                                                  | Pam & Tommy                                                   | Hulu                                                          |                                                               |                                                               |
| 2023 75. gála                                                                   |                                                               |                                                               |                                                               |                                                               |                                                               |                                                               |
|                                                                                 | Paul Walter Hauser                                            | Larry Hall                                                    | Fekete madár                                                  | Black Bird                                                    | Apple TV+                                                     |                                                               |
| Murray Bartlett                                                                 | Nick De Noia                                                  | Isten hozott a Chippendalesben                                | Welcome to Chippendales                                       | Hulu                                                          |                                                               |                                                               |
| Richard Jenkins                                                                 | Lionel Dahmer                                                 | Jeffrey Dahmer – Szörnyeteg: A Jeffrey Dahmer-sztori          | Dahmer – Monster: The Jeffrey Dahmer Story                    | Netflix                                                       |                                                               |                                                               |
| Joseph Lee                                                                      | George Nakai                                                  | Balhé                                                         | Beef                                                          | Netflix                                                       |                                                               |                                                               |
| Young Mazino                                                                    | Paul Cho                                                      | Balhé                                                         | Beef                                                          | Netflix                                                       |                                                               |                                                               |
| Ray Liotta (posztumusz)                                                         | James "Big Jim" Keene                                         | Fekete madár                                                  | Black Bird                                                    | Apple TV+                                                     |                                                               |                                                               |
| Jesse Plemons                                                                   | Allan Gore                                                    | Szerelem és halál                                             | Love & Death                                                  | HBO Max                                                       |                                                               |                                                               |
| 2024 76. gála                                                                   |                                                               |                                                               |                                                               |                                                               |                                                               |                                                               |
|                                                                                 | Lamorne Morris                                                | Whitley „Witt” Farr seriffhelyettes                           | Fargo                                                         | Fargo                                                         | FX                                                            |                                                               |
| Robert Downey Jr.                                                               | több szerep                                                   | A szimpatizáns                                                | The Sympathizer                                               | HBO                                                           |                                                               |                                                               |
| Tom Goodman-Hill                                                                | Darrien O'Connor                                              | Szarvasbébi                                                   | Baby Reindeer                                                 | Netflix                                                       |                                                               |                                                               |
| John Hawkes                                                                     | Hank Prior kapitány                                           | True Detective – A törvény nevében                            | True Detective                                                | HBO                                                           |                                                               |                                                               |
| Jonathan Bailey                                                                 | Timothy "Tim" Laughlin                                        | Útitársak                                                     | Fellow Travelers                                              | Showtime                                                      |                                                               |                                                               |
| Lewis Pullman                                                                   | Calvin Ewans                                                  | Minden kémia                                                  | Lessons in Chemistry                                          | Apple TV+                                                     |                                                               |                                                               |
| Treat Williams (posztumusz)                                                     | Bill Paley                                                    | Viszály                                                       | Feud                                                          | FX                                                            |                                                               |                                                               |